# 736-os busz
A 736-os jelzésű elővárosi autóbuszjárat Budapest, Kelenföld vasútállomás és Érd, autóbusz-állomás között közlekedik, az Ürmös utcán át. Nem mindegyik menet megy el Budapestre. Számozás nélküli első üzemnapja 1998. február 1.[forrás?] volt, ekkor még csak Érd, Bem térig közlekedett.

## Járművek
A járaton MAN Lion's City G, Mercedes Conecto és Volvo 7900A közlekedik.

## Megállóhelyei
| 0                                     | Budapest, Kelenföld vasútállomás végállomás                         | 17 | 15 | 1, 19, 49 8E, 40, 40B, 40E, 53, 58, 87, 87A, 88, 88A, 101B, 101E, 108E, 141, 150, 150B, 153, 154, 172, 173, 187, 188, 188E, 250, 250B, 251, 251A, 251E, 272 689, 691, 710, 712, 715, 720, 722, 724, 725, 727, 732, 734, 735, 760, 762, 763, 764, 767, 770, 774, 775, 777, 778, 798, 799 S10 G10 S12 S30 Z30 S34 S35 S36 S40 G40 Z40 S42 Z42 G43 G44 IC, EC, EN, sebesvonat, gyorsvonat, expresszvonat, P+R |
| ∫                                     | Budapest, Borszéki utca                                             | 16 | 14 | 58 710, 712, 715, 720, 724, 732, 734, 735, 760, 762, 767 |
| ∫                                     | Budapest, Kelenföld vasútállomás (Őrmező) (csak leszállás céljából) | 15 | ∫  | 8E, 40, 40B, 40E, 53, 58, 87, 87A, 88, 88A, 101B, 101E, 108E, 141, 150, 150B, 153, 154, 172, 173, 187, 188, 188E, 250, 250B, 251, 251A, 251E, 272 S10 G10 S12 S30 Z30 S34 S35 S36 S40 G40 Z40 S42 Z42 G43 G44 IC, EC, EN, sebesvonat, gyorsvonat, expresszvonat, |
| ∫                                     | Budapest, Sasadi út (csak leszállás céljából)                       | 14 | ∫  | 8E, 40, 40B, 40E, 53, 87, 88, 88A, 108E, 139, 140, 140A, 150, 153, 154, 172, 173, 187, 188, 188E, 240, 272 764 1172, 1173, 1174, 1175, 1176, 1177, 1183, 1184, 1185, 1188, 1189, 1190, 1193, 1194, 1201, 1205, 1212, 1215, 1216, 1229, 1251, 1253, 1254, 1257, 1268 |
| 1                                     | Budapest, Péterhegyi út                                             | ∫  | 13 | 710, 712, 720, 724, 732, 734, 735, 760, 762, 767 |
| Budapest–Budaörs közigazgatási határa |                                                                     |    |    | |
| 2                                     | Budaörs, Benzinkút                                                  | 12 | 12 | 172, 173, 288 724, 732, 734, 735, 760, 762 |
| Budaörs–Érd közigazgatási határa      |                                                                     |    |    | |
| 3                                     | Érd, M7 csomópont                                                   | ∫  | ∫  | 732, 733, 734, 735 |
| 4                                     | Érd, Bem tér vonalközi végállomás                                   | 11 | 11 | 724, 732, 733, 734, 735, 738, 755, 756 |
| 5                                     | Érd, Szedő utca                                                     | 10 | 10 | 732, 733, 755, 756 |
| 6                                     | Érd, Fenyőfa utca                                                   | 9  | 9  | 733 |
| 7                                     | Érd, Égerfa utca                                                    | 8  | 8  | 733 |
| 8                                     | Érd, Venyige utca                                                   | 7  | 7  | 733 |
| 9                                     | Érd, Kadarka utca                                                   | 6  | 6  | 733 |
| 10                                    | Érd, Béla utca                                                      | 5  | 5  | 733 |
| 11                                    | Érd, Diósdi út                                                      | 4  | 4  | 733 |
| 12                                    | Érd, Attila utca                                                    | 3  | 3  | 733, 735, 756 |
| 13                                    | Érd, Széchenyi tér                                                  | 2  | 2  | 733, 734, 735, 738, 741, 744, 745, 755, 756 S40 G40 Z40 S42 Z42 G43 G44 (Érd felső megállóhely) |
| 14                                    | Érd, Kálvin tér                                                     | 1  | 1  | 733, 734, 735, 738, 741, 744, 745, 746, 755 S30 G30 Z30 S34 S35 S36 sebesvonat (Érd alsó megállóhely) |
| 15                                    | Érd, autóbusz-állomás végállomás                                    | 0  | 0  | 700, 705, 710, 712, 715, 720, 722, 733, 734, 735, 738, 741, 742, 744, 745, 746, 755 1120, 1134 S30 G30 Z30 S34 S35 S36 sebesvonat (Érd alsó megállóhely) |